# Лепидоп
Лепидоп, или хвостатый лепидоп, или сабля-рыба, или хвостатая рыба сабля (лат. Lepidopus caudatus), — вид морских лучепёрых рыб семейства волосохвостых.

## Описание
Максимальная длина тела 210 см, а масса до 8 кг. Тело стройное, вытянутое, лентовидное, длинное. Рыло заостренное. Голова длинная, рыло вытянутое, рот большой. Профиль спины округлый, от затылка резко изогнутый. Нижняя челюсть длиннее верхней, зубы хорошо развиты, кроме того на верхней челюсти является 4 — 6, а на нижней 1 — 2 больших острых зуба для захвата добычи. Чешуя отсутствует. Спинной плавник сплошной, начинается сразу за головой и заканчивается почти у хвостового плавника, содержит 100—105 колючих луча. Брюшные и хвостовой плавники маленького размера, последний хорошо развит. Анальный плавник очень короткий, низкий, состоит из 31-36 колючих лучей и 21-25 мягких лучей. Сразу же за анальным отверстием есть маленькая плоская колючка. Хвостовой плавник раздвоенный. Окраска серебристая с тёмной каймой на плавниках, часто с золотистой лентой на боках.

## Ареал
Широко распространён в тропических и умеренных водах Атлантического, Индийского и южной части Тихого океанов — в теплых и умеренно теплых водах: Южная Африка, Австралия, Новая Зеландия; в Северо-Восточной Атлантике и в Средиземном море.

## Биология
Встречается над песчаными грунтами на глубинах 100—250 м. В северных районах — на глубинах до 400 м. Встречаются стаями, очень быстро плавают. Питаются мелкой рыбой и ракообразными. Нерест в конце зимы и в начале весны.